# Doudou Diop (militaire)
Pour les articles homonymes, voir Doudou Diop et Diop.
 (avril 2021).
Doudou Diop, né en 1935 à Kébémer dans la région de Louga au Sénégal et mort le 29 mai 2020 à Dakar, est un militaire sénégalais.

## Biographie
Diop est un Officier Général sénégalais. Il a exercé les fonctions de Chef d’état-major particulier du Président de la République et de Grand Chancelier de l'Ordre National du Lion.

## Formation
Le Général Doudou Diop a été formé à l'École spéciale militaire de Saint-Cyr Coëtquidan (France) promotion 1960-1962. Il fait partie des premiers officiers sénégalais saint-cyriens.
Il rejoint ensuite l'École d’application du Génie à Angers puis l’École Supérieure du Génie à Versailles[réf. souhaitée].
Ancien auditeur de l'Institut des hautes études  de Défense nationale, il suit une formation d'ingénieur de construction et d'équipement au grade de lieutenant à la base de Fort Belvoir (USA) et une formation supérieure de logistique au grade de colonel à Fort Lee (États-Unis).

## Carrière
Alors que le corps était encore entièrement commandé par l’assistance militaire française, sa carrière commença dans le Génie militaire en 1963 à la sortie de l’école d’application.
Après le bataillon, il a été nommé comme Commandant et Directeur du Génie, nommé par le Général Jean-Alfred Diallo, en remplacement d’un colonel français, un conseiller technique. L'ère de la « sénégalisation » du génie militaire avait donc commencé et sa carrière suivit la trajectoire suivante :
- Sous-Chef d’état-major général des Armées (Sénégal) ;
- Le 31 mai 1988, il est nommé Inspecteur général des forces armées cumulativement avec ces fonctions de Chef d’état-major particulier du Président de la République de l'époque Abdou Diouf
- Grand chancelier de l’Ordre nationale du Lion (remplacé à ce poste par le général Idrissa Fall).

## Faits marquants

### Militaires
En tant que sous-chef d’État-major des armées sous les ordres du Chef d’État-major général des armées, il a eu a œuvrer pour :
- la COMICO : pour permettre à chaque soldat d’avoir un toit ;
- la mutuelle des armées : une couverture médicale pour les militaires membres ;
- les stages à l’étranger : l’indexation des salaires pour les stages a été normalisée ;
- et la création du grade d’adjudant major afin d’aérer les rangs des adjudants chefs plus anciens.

### Diplomatiques
En tant que chef d’État-major particulier, le Chef de l’État, le Président Abdou Diouf lui confie certaines missions diplomatiques telles que la dissolution et la liquidation de la confédération de la Sénégambie, la gestion du conflit Sénégal – Mauritanie où sous le couvert de la DGSE et du Quai d’Orsay, les négociations ont permis la reprise des relations diplomatiques, la restitution des biens et la gestion des réfugiés et des déplacés. Il gère également la gestion du conflit en Casamance et dans le cadre de l’invasion du Koweït par l’Irak, il dirige la délégation militaire pour discuter avec le chef d’État Major Saoudien, le Général Khaled, des modalités de la présence d’un contingent sénégalais en Arabie Saoudite.

### Civils
Son passé de sapeur du Génie l'a rattrapé à l’État-Major Particulier où il a eu à mener l’assainissement du patrimoine bâti de l’État.

## Décorations
Au terme de sa carrière en 2000, il a arboré les décorations nationales et étrangères suivantes :

### Nationales
- Grand-Croix de l’Ordre national du Lion ;
- Grand-Croix de l’ordre du mérite.

### Étrangères
- Grand officier de la Légion d’Honneur,
- Grand officier de l’Ordre du Mérite Français,
- Commandeur de l’ordre de Léopold (Belgique)